# 囊花萤亚科
囊花萤亚科（学名：Malachiinae）是鞘翅目郭公总科拟花萤科中的一个亚科。
囊花萤亚科的成员为软鞘类甲虫，其胸部和腹部具有可外翻的腺体。
对于囊花萤亚科的分类，大多数属主要依据雄性特征进行划分。关于该亚科内部关系则存在较大争议。